# Per-Olov Löwdin
Per-Olov Löwdin (* 28. Oktober 1916 in Uppsala; † 6. Oktober 2000 ebenda) war ein schwedischer theoretischer Chemiker und Physiker.
Löwdin, der Sohn eines Musikers, ging in Uppsala zur Schule und studierte ab 1935 an der Universität Uppsala Physik mit dem Lizenziatsabschluss 1942 und der Promotion bei Ivar Waller 1948 mit einer theoretischen Dissertation über Ionenkristalle. Auslandssemester hatte er 1946 an der ETH Zürich und 1948 an der Universität Bristol. 1948 bis 1955 war er Dozent für Theoretische Physik in Uppsala und 1955 bis 1960 Assistenzprofessor des schwedischen nationalen Forschungsrats. Außerdem war er in der Zeit von 1950 bis 1959 ungefähr ein halbes Jahr pro Jahr Gastwissenschaftler und Gastprofessor an verschiedenen Universitäten in den USA (MIT, Stanford, Caltech, San Diego, University of Chicago, Duke University, Rice University u. a.). Er war 1960 bis 1982 Professor in Uppsala und wurde dort 1983 emeritiert (danach war er Professor Emeritus). Außerdem war er 1960 bis 1992 Professor an der University of Florida in Gainesville. Dort startete er 1960 das Quantum Theory Project (unter seiner Leitung bis 1982), eine Quantentheorie-Gruppe parallel zu seiner Gruppe in Uppsala, die er 1955 bis 1982 leitete. Er richtete ab 1958 Sommerkurse für Quantenchemie in Uppsala ein. In den USA hielt er Winterschul-Kurse auf Sanibel Island (Sanibel Symposium, das jährlich seit 1960 stattfindet) und später in Gainesville in Florida (ab 1964 war daran auch John C. Slater beteiligt).
Er lieferte bedeutende Beiträge zur Quantenchemie, insbesondere sein Orthogonalisierungsverfahren, die symmetrische Orthogonalisierung von 1950.
Er war Mitglied der International Academy of Quantum Molecular Science und 1979 bis 1985 deren Präsident. Löwdin war Mitglied der Königlich Schwedischen, der Norwegischen, der Finnischen und der Königlich Dänischen Akademie der Wissenschaften sowie seit 1983 der American Philosophical Society. 1965 wurde er Fellow der American Physical Society. 1987 erhielt er die Niels Bohr Medaille der WATOC und 1993 die Oscar Carlson Medaille der Schwedischen Chemischen Gesellschaft.
Er war Ehrendoktor in Gent, Paris, Konstanz und Turku. Seit 1983 gibt es eine jährliche Per Olov Löwdin Gastvorlesung an der Universität Uppsala. Er erhielt die französische Lavoisier-Medaille in Gold der französischen Akademie der Wissenschaften und war Ritter der Ehrenlegion. Löwdin erhielt 1975 den norwegischen St. Olav Orden, war Kommandeur des Wasa-Ordens und Ritter des schwedischen Nordstern-Ordens. 1972 bis 1984 war er im Nobelkomitee für Physik.
Er war Gründer und 1967 bis 2000 Herausgeber des International Journal of Quantum Chemistry und der Buchreihe Advances in Quantum Chemistry.
1960 heiratete er Karin Wilhelmina Höok, mit der er einen Sohn und eine Tochter hatte.